# Eleição presidencial da Nigéria em 1983
A eleição presidencial nigeriana de 1983 ocorreu em 6 de agosto e consistiu no 2º pleito presidencial realizado no país desde sua independência do Reino Unido em 1960, sendo também a última eleição presidencial realizada antes do golpe de Estado de 1983, que pôs fim ao período da chamada Segunda República.

## Resultados eleitorais
| Partido                    | Partido                             | Candidatos                 | Votos      | %     |
| -------------------------- | ----------------------------------- | -------------------------- | ---------- | ----- |
|                            | Partido Nacional da Nigéria         | Shehu Shagari              | 12 081 471 | 47.51 |
|                            | Partido da Unidade da Nigéria       | Obafemi Awolowo            | 7 907 209  | 31.09 |
|                            | Partido do Povo da Nigéria          | Nnamdi Azikiwe             | 3 557 113  | 13.99 |
|                            | Partido da Redenção do Povo         | Khalifa Hassan Yusuf       | 968 974    | 3.81  |
|                            | Partido dos Povos da Grande Nigéria | Waziri Ibrahim             | 643 806    | 2.53  |
|                            | Partido para o Avanço da Nigéria    | Tunji Braithwaite          | 271 524    | 1.07  |
| Total de votos registrados | Total de votos registrados          | Total de votos registrados | 25 430 097 | 100   |
| Eleitorado apto a votar    | Eleitorado apto a votar             | Eleitorado apto a votar    | 65 304 818 | 38.94 |

## Análise e repercussão
O presidente da Nigéria à época, Shehu Shagari, candidato do Partido Nacional da Nigéria, não enfrentou grandes dificuldades para reeleger-se para um segundo mandato consecutivo e venceu o pleito por ampla margem de votos, obtendo ao todo 47,51% dos votos válidos e vencendo em 12 dos 19 estados do país. 
Obafemi Awolowo, candidato do Partido da Unidade da Nigéria, ficou na 2ª colocação com 31,09% dos votos, vencendo em 5 estados. 
Por fim, Nnamdi Azikiwe, ex-presidente e candidato do Partido do Povo Nigeriano, terminou o pleito na 3ª colocação com 13,99% dos votos e foi o vencedor em 2 estados.